# Протоки (Пролетарский район)
Прото́ки — посёлок в Пролетарском районе Ростовской области.
Входит в состав Опенкинского сельского поселения.

## Население
| 2010 |
| ---- |
| 124  |

## Улицы
| - ул. Охотстанция, - ул. Охотстанция 1, - ул. Охотстанция 2, - ул. Охотстанция 3, - ул. Точка 10, - ул. Точка 11, | - ул. Точка 12, - ул. Точка 13, - ул. Точка 14, - ул. Точка 15, - ул. Точка 16, - ул. Транспортная. |